# Oulton (Stone Rural)
Oulton – wieś w Anglii, w hrabstwie Staffordshire. Leży 13 km na północ od miasta Stafford i 208 km na północny zachód od Londynu.